# Melaeninae
Melaeninae zijn een onderfamilie van de loopkeverfamilie (Carabidae). De wetenschappelijke naam werd voor het eerst geldig gepubliceerd in 1933 door Csiki.

## Taxon0mie
De volgende geslachten worden bij de onderfamilie ingedeeld:
- Cymbionotum
- Melaenus